# Dune II
Dune II: The Battle for Arrakis (Dune II: Battle for Arrakis in copertina), chiamato Dune II: The Building of a Dynasty in Nordamerica, è un videogioco strategico in tempo reale basato sul romanzo di fantascienza Dune di Frank Herbert e pubblicato nel 1992 dalla Virgin Games. Sviluppato originariamente da Westwood Studios per il sistema operativo MS-DOS, negli anni successivi uscì per i computer Amiga e Acorn Archimedes e per la console Sega Mega Drive, per quest'ultima con il titolo su schermo Dune: The Battle for Arrakis.
Dune II ebbe grande impatto e viene considerato una pietra miliare degli strategici in tempo reale, nonché capostipite di un importante filone di giochi simili, poiché introdusse o rese celebri molte delle meccaniche che sono rimaste tipiche di questo genere. Tra queste, la presenza di più campagne in crescendo con fazioni aventi capacità diverse, la nebbia di guerra e l'albero tecnologico sotto forma di dipendenze e potenziamenti degli edifici.
Dune II è il seguito di Dune, edito sempre dalla Virgin, ma è di funzionamento molto differente dal predecessore.
Una nuova versione per Windows e PlayStation fu realizzata nel 1998 col titolo di Dune 2000. Il successivo seguito è Emperor: Battle for Dune (Windows, 2001).

## Trama
L'ambientazione è il pianeta Arrakis, ma la trama è solo vagamente ispirata a quella del romanzo. L'imperatore Frederick IV offre il controllo completo di Arrakis, anche noto come Dune, l'unico pianeta in grado di produrre la preziosissima spezia, a chi prevarrà tra le tre maggiori casate, casa Atreides, casa Harkonnen e casa Ordos (quest'ultima non presente nei romanzi, ma divenuta poi una presenza fissa nei seguiti del videogioco). Non ci sono regole in questa sfida, e le tre case trasportano grandi armate sulla superficie del pianeta per conquistarlo con la forza. Qualunque casa scelga, il giocatore si troverà a combattere alternativamente contro una delle altre due, e infine contro una coalizione delle altre due e dei Sardaukar dell'imperatore stesso.
Gli unici personaggi con un volto e un nome, comunque diverso da quello del romanzo, sono l'imperatore e i mentat delle tre case, che nel gioco svolgono la funzione di dare istruzioni e consigli al giocatore. I Fremen compaiono come unità speciali degli Atreides.

## Modalità di gioco
Ogni livello del gioco si svolge su una piccola porzione della superficie desertica di Dune, mostrata con visuale dall'alto a scorrimento multidirezionale. Il terreno è costituito da zone di sabbia e zone di roccia; sulla sabbia si possono trovare zone rossicce che rappresentano giacimenti di spezia, l'unica risorsa economica del gioco, da raccogliere con apposite mietitrici cingolate.
La spezia raccolta si converte in crediti e consente di finanziare la costruzione di nuovi edifici nella propria base o la creazione di nuove unità militari da utilizzare per affermare la propria supremazia nei confronti delle fazioni rivali. Le basi si possono costruire solo sulle aree di roccia e, con poche eccezioni, solo in contiguità con altre strutture proprie esistenti. Per gli edifici da costruzione si può accedere a una schermata a parte, con il gioco in pausa, dove si seleziona quale edificio/unità fabbricare, potendone vedere anche un'immagine in grande.
È presente una forma semplice di nebbia di guerra: le zone non ancora esplorate sono completamente oscure, ma una volta che le unità del giocatore le hanno visitate rimangono permanentemente visibili. Si dispone di una minimappa interattiva, che è completamente funzionante solo se è funzionante un apposito edificio.
Gli edifici e unità presenti nel gioco sono solo in parte ispirate alla saga di Dune; tra gli edifici ci sono ad esempio raffinerie per la spezia e trappole a vento (qui usate per dare energia agli altri edifici). In prevalenza si tratta di equipaggiamento militare originale del gioco. Le unità comprendono vari tipi di fanteria, mezzi gommati e carri armati, nonché alcune unità volanti non direttamente controllate dal giocatore.
Unità e edifici hanno punti ferita, che sono visibili nell'interfaccia solo quando l'oggetto viene selezionato, tuttavia le condizioni gravi si possono intuire anche da colonne di fumo che fuoriescono dagli oggetti. In molti casi è possibile effettuare riparazioni.
Gli avversari controllati dal computer sono capaci di raccogliere spezia e fabbricare unità come il giocatore, ma non possiedono l'intelligenza artificiale per creare basi; partono con basi precostruite e possono soltanto rimpiazzare eventuali edifici distrutti.
Sulla sabbia si possono incontrare i vermi delle sabbie, unità neutrali che divorano le unità di qualunque fazione.
A differenza degli RTS successivi, in Dune II non è possibile selezionare più unità contemporaneamente, ma solo una singola per volta; dopo la selezione è inoltre necessario decidere quale azione impartire all'unità tramite l'interfaccia menù a destra (l'ordine di attaccare un nemico, per esempio, non è attuato semplicemente cliccando sul bersaglio, bensì deve essere precedentemente selezionato tramite menù, poi si seleziona il bersaglio).
Vengono fornite tre campagne per le tre diverse fazioni Atreides, Harkonnen e Ordos, ciascuna con nove livelli che introducono progressivamente maggior varietà di edifici e unità e maggior difficoltà. Tra un livello e l'altro appare una mappa strategica dove si può scegliere tra diverse regioni da attaccare, che corrispondono a differenti conformazioni del prossimo scenario.
Ogni fazione presenta una disponibilità di alcune unità ed edifici diversa dalle altre, e due tipi di unità riservate disponibili negli ultimi livelli.
A differenza della maggior parte degli RTS moderni, Dune 2 non prevede una modalità di gioco schermaglia.
Il gioco per MS-DOS presenta versioni ufficiali in inglese, francese, tedesco, italiano e spagnolo; in queste ultime due sono stati tradotti solo i testi e non l'audio. Il gioco per Amiga ha versioni in inglese, francese e tedesco.

### Versione per Mega Drive
Mentre le versioni di Dune II per DOS, Amiga e Archimedes sono praticamente uguali tra loro, quella per Sega Mega Drive si differenzia in modo evidente. La grafica è completamente rivista e ha una visuale dalla verticale, anziché leggermente inclinata come nell'originale. Rispetto a quanto sopra descritto, il controllo è stato semplificato, non sono più necessari menù per ogni azione; il cursore e l'azione cambiano da soli a seconda del contesto. La tipologia di edifici disponibili è semplificata. I livelli sono differenti e non ci sono le varianti selezionabili.

## Accoglienza
Stando alla Westwood Studios, Dune II è stato un successo commerciale: entro il novembre del 1996 ha venduto oltre 250 000 copie.
A suo tempo la stampa di settore giudicò molto positivamente le versioni Amiga, PC e Mega Drive del gioco.
La rivista K dedicò una copertina alla versione PC e la giudicò ottimamente su tutti i fronti: giocabilità coinvolgente, paragonata in parte a quella di Populous II, grafica, sonoro, difficoltà progressiva ben calibrata. La versione Amiga fu giudicata equivalente. Unico problema di entrambe è la poca rigiocabilità una volta terminati tutti i possibili scenari.
Computer+Videogiochi fu entusiasta e colpita in particolare dall'immediatezza del coinvolgimento, e apprezzò altrettanto la conversione Amiga, che non sfigurava neppure graficamente con i suoi 32 colori contro i 256 del PC VGA.
Molto buoni furono anche i giudizi complessivi sulla versione Mega Drive da parte di Computer+Videogiochi e di Mega Console, sebbene questa conversione apparisse più ordinaria dal punto di vista del sonoro (secondo Mega Console anche della grafica).
Nel 1993, la rivista Computer Gaming World ha dichiarato la versione PC di Dune II: "[il gioco] oscura facilmente il suo predecessore in termini di gameplay... un vero gioiello", "forse il sonoro e le grafiche migliori mai apparse in uno strategico del suo genere".
La stessa rivista lo nominò poi "gioco di strategia dell'anno" (periodo giugno 1992-giugno 1993), per quello che all'epoca veniva ancora considerato un incrocio tra i generi dell'azione e della strategia.
Un articolo del febbraio 1994 sui giochi di guerra spaziali lo ha votato con una B+, dichiarando che, senza il gioco online, vi era poca rigiocabilità una volta terminate le campagne, mentre una del maggio dello stesso anno lo ha votato 5/5, descrivendolo come "un wargame par excellance; grafiche e sonoro stupendi ne fanno un'esperienza di gioco godibile". Si vociferava che Command & Conquer sarebbe stato il suo sequel.

## Eredità
Dal grande successo di Dune II iniziò un intero filone di videogiochi, rappresentato da serie celebri come Command & Conquer (anch'essa realizzata da Westwood), Warcraft, Starcraft e Age of Empires, tutti aventi una struttura di base fondamentalmente uguale a quella di Dune II.
A livello amatoriale sono stati realizzati diversi freeware che ricreano l'originale Dune II su piattaforme più moderne. Tra questi OpenDUNE è un rifacimento open source che riproduce esattamente l'originale, a parte la correzione di alcuni bug, utilizzando i file dati del programma originale. Tra i cloni più rilevanti e completati ci sono Dune Dynasty, molto fedele con soltanto la modernizzazione dell'interfaccia, Dune Legacy che ha anche alcune differenze nelle unità e il supporto multigiocatore, Dune IV e Dune 2: The Golden Path, più differenziati ma sempre basati sulle grafiche originali.